# Лоневский, Михал
 Михал Лоневский (пол. Michał Łoniewski, род. 22 октября 1988) — польский тхэквондист, участник Олимпийских игр 2012 года.

## Карьера
Путёвку на Олимпиаду завоевал в 2012 году, заняв 2-е место на европейском отборочном турнире в Казани, став единственным тхэквондистом, представлявшим на Олимпиаде Польшу. На Олимпиаде в Лондоне принял участие в соревнованиях в весовой категории до 68 кг, однако в первом же круге уступил афганцу Рохулле Никпаю (5—12).